# Carmella (wrestler)
Carmella (n. 23 octombrie 1987, Worcester, Massachusetts, SUA) este un wrestler profesionist care a caștigat SmackDown Live in anul 2015. Aceasta a rămas în inimile oameniilor prin replicile ei acide. În prezent, Carmella lucrează la WWE SmackDown Live.  
Carmella este de două ori campioană a evenimentului Pay-Per-View, Money in the Bank. 
În aprilie 2018, a învins-o pe Charlotte Flair, devenind astfel SmackDown Women's Champion. De asemenea, în 2019 a devenit campioana Women's Battle Royal la WrestleMania. A deținut și titlul de 24/7 Champion. 
În provocarea Mixed Match, Carmella, împreună cu R-Truth, a devenit câștigătoare.